# ميشيل ماي
ميشيل ماي (بالإنجليزية: Michelle Mae)‏ هي موسيقية وعازفة قيثارة أمريكية، ولدت في القرن العشرين في واشنطن في الولايات المتحدة.

## وصلات خارجية
- ميشيل ماي على موقع IMDb (الإنجليزية)
- ميشيل ماي على موقع ميوزك برينز (الإنجليزية)
- ميشيل ماي على موقع أول ميوزيك (الإنجليزية)
- ميشيل ماي على موقع ديسكوغز (الإنجليزية)